# Championnat des Émirats arabes unis de football 2006-2007
Navigation
Saison suivante Saison suivante
La saison 2006-2007 du Championnat des Émirats arabes unis de football est la trente-troisième édition du championnat national de première division aux Émirats arabes unis. Les douze meilleures équipes du pays sont regroupées au sein d'une poule unique où elles s'affrontent deux fois au cours de la saison, à domicile et à l'extérieur. À la fin du championnat, les deux derniers du classement sont relégués et remplacés par les deux meilleurs clubs de deuxième division.
C'est l'Al Wasl Dubaï qui remporte la compétition, après avoir terminé en tête du classement du championnat, avec quatre points d'avance sur Al-Wahda Club et six sur Al Jazira Club. C'est le 7e titre de champion des Émirats arabes unis de l'histoire du club, qui réussit même le doublé en s'imposant en finale de la Coupe des Émirats arabes unis.

## Les clubs participants
| - Emirates Club - Al-Wahda Club - Al Sha'ab Sharjah - Al Ain Club - Al Ahly Dubaï - Emirates Club | - Dubaï Club - Promu de D2 - Al Jazira Club - Al Nasr Dubaï - Al Shabab Dubaï - Al Wasl Dubaï - Al Ahly Fujeira - Promu de D2 |

## Compétition
Le classement est établi sur le barème de points classique (victoire à 3 points, match nul à 1, défaite à 0).

### Classement
| Rang | Équipe              | Pts | J  | G  | N | P  | Bp | Bc | Diff |
| ---- | ------------------- | --- | -- | -- | - | -- | -- | -- | ---- |
| 1    | Al Wasl Dubaï (C)   | 47  | 22 | 13 | 8 | 1  | 45 | 24 | +21  |
| 2    | Al-Wahda Club       | 43  | 22 | 13 | 4 | 5  | 40 | 34 | +6   |
| 3    | Al Jazira Club      | 41  | 22 | 13 | 2 | 7  | 40 | 24 | +16  |
| 4    | Sharjah SC          | 32  | 22 | 9  | 5 | 8  | 37 | 33 | +4   |
| 5    | Al Sha'ab Sharjah   | 31  | 22 | 9  | 4 | 9  | 40 | 37 | +3   |
| 6    | Al Shabab Dubaï     | 31  | 22 | 9  | 4 | 9  | 37 | 34 | +3   |
| 7    | Al Ahly Dubaï (T)   | 30  | 22 | 10 | 0 | 12 | 33 | 34 | -1   |
| 8    | Al Nasr Dubaï       | 28  | 22 | 7  | 7 | 8  | 30 | 32 | -2   |
| 9    | Al Ain Club         | 28  | 22 | 7  | 7 | 8  | 22 | 26 | -4   |
| 10   | Emirates Club       | 23  | 22 | 6  | 5 | 11 | 29 | 40 | -11  |
| 11   | Al Ahly Fujeira (P) | 19  | 22 | 5  | 4 | 13 | 27 | 41 | -14  |
| 12   | Dubai Club (P)      | 16  | 22 | 4  | 4 | 14 | 31 | 52 | -21  |

|  | Qualification pour la Ligue des champions 2008                                              |
|  | Qualification pour la Coupe des clubs champions du golfe Persique 2007                      |
|  | Qualification pour la Ligue des champions arabes 2007-2008                                  |
|  | Relégation directe en deuxième division                                                     |
|  | (T) : Tenant du titre (C) : Vainqueur de la Coupe des Émirats arabes unis (P) : Promu de D2 |

## Bilan de la saison
| Championnat des Émirats arabes unis de football 2006-2007                        |                          |
| Champion                                                                         | Al Wasl Dubaï (7e titre) |
| Coupes et trophées                                                               |                          |
| Vainqueur de la Coupe des Émirats arabes unis 2006-2007                          | Al Wasl Dubaï            |
| Qualifications continentales                                                     |                          |
| Ligue des champions 2008                                                         | Al Wasl Dubaï            |
| Ligue des champions 2008                                                         | Al-Wahda Club            |
| Coupe des clubs champions du golfe Persique 2007                                 | Al Jazira Club           |
| Coupe des clubs champions du golfe Persique 2007                                 | Sharjah SC               |
| Ligue des champions arabes 2007-2008                                             | Al Sha'ab Sharjah        |
| Promotions et relégations                                                        |                          |
| Promus en UAE Football League                                                    | Al Dhafra                |
| Promus en UAE Football League                                                    | Hatta Club               |
| Relégués en Championnat des Émirats arabes unis de football de deuxième division | Dubaï Club               |
| Relégués en Championnat des Émirats arabes unis de football de deuxième division | Al Ahly Fujeira          |

### Meilleurs buteurs
| Rang | Buteur             | Equipe                   | Buts |
| ---- | ------------------ | ------------------------ | ---- |
| 1    | Anderson Barbosa   | Al Wasl Dubaï            | 19   |
| 2    | Gregory du Frencie | Dubaï Club               | 17   |
| 3    | Ali Samereh        | Al Shaab Sharjah         | 17   |
| 4    | Saeed Al Kass      | Sharjah SC               | 15   |
| 5    | Nenad Jestrović    | Al Nasr Dubaï            | 14   |
| 6    | Reza Enayati       | Emirates Club            | 13   |
| 7    | Rasoul Khatibi     | Sharjah SC Emirates Club | 12   |